# Visor de marco
El visor de marco es el tipo de visor más básico que existe para una cámara fotográfica. En realidad no es más que un orificio rectangular en la cámara por el que apuntar la fotografía.
Este tipo de visor solo se utiliza en las cámaras más baratas como las desechables. Solo en caso de que la cámara tenga una distancia focal normal (distancia focal de 43mm para una película de 35mm) podrá coincidir en cierta medida lo previsto en el visor con la fotografía, y aun así nunca estará exento de algún error de paralaje.
- Datos: Q6163954